# In the End (píseň, Linkin Park)
„In the End“ je píseň americké rockové skupiny Linkin Park. Jedná se o osmou skladbu na jejich debutovém albu Hybrid Theory. Píseň byla vydána jako čtvrtý a poslední singl alba.
Píseň patří mezi ty nejznámější, které kdy skupina složila.
Samostatný singl byl vydán 9. října 2001.

## Videoklip
Videoklip k písni režíroval Nathan Cox a člen kapely Joe Hahn. Představoval kapelu ve fantasy prostředí.
Pozadí videoklipu bylo natáčeno v kalifornské poušti. Samotná kapela vystupovala na studiovém pódiu v Los Angeles a k vytvoření klipu byly použity výrazné CGI efekty a kompozice. Déšt, který padá na členy kapely během videoklipu, byl vytvořen pomocí vodovodního potrubí.

## Seznam skladeb
| Pořadí | Název                                                   | Délka |
| ------ | ------------------------------------------------------- | ----- |
| 1.     | „In the End“                                            | 3:38  |
| 2.     | „In the End“ (Live BBC Radio One)                       | 3:28  |
| 3.     | „Points of Authority“ (Live at Docklands Arena, London) | 3:31  |
| 4.     | „In the End“ (Video)                                    | 3:36  |

## Obsazení

### Linkin Park
- Chester Bennington – zpěv
- Mike Shinoda – rap, klavír
- Brad Delson – kytary, basová kytara
- Joe Hahn – sampler, gramofony
- Rob Bourdon – bicí

### Produkce
- Produkce: Don Gilmore
- Výkonný producent: Jeff Blue